# 细叶茶梨
细叶茶梨（学名：[Anneslea lanceolata] 错误：{{Lang}}：文本有斜体标记（帮助））为茶科茶梨属下的一个种。

## 扩展阅读
- 維基物種上的相關：细叶茶梨